# František Blažek
František Blažek (Velenice prop de Nový Bydžov, 21 de desembre de 1815 - Praga, 13 de gener de 1900) fou un professor de música, autor d'un llibre de text sobre harmonia Theoreticko praktická nauka o harmonii pro školu a dům (1866). Fou mestre de l'Escola d'orgue de Praga on va ensenyar durant el període més llarg de tots els mestres. Va tenir com a alumne Franjo Vilhar Kalski, Antonín Dvořák i Leoš Janáček. Després de la unificació de l'Escola d'orgue amb el Conservatori de Praga, l'any 1889, va esdevenir docent de la nova institució.